# 木村建設工業
木村建設工業株式会社（きむらけんせつこうぎょう）は、千葉県船橋市に本社がある建設会社。1963年創業。
構造計算書偽造問題で話題となった木村建設 (熊本県八代市)とは無関係である。しかし、最初に発覚した欠陥マンションが本社のある船橋市にあったことや、元一級建築士の自宅が隣の市川市にあることから、多大な誤解を招き、問い合わせが殺到したという。同社が、正式社名の「木村建設工業」の「工業」を略した呼称を用いていたことも誤解に拍車をかけた。そのため、ホームページには同社と関係のない旨が書かれるようになり、工事現場や本社ビルにも同様のことが書かれたチラシが貼られている。ちなみに、偶然ではあるが、両社の創業年が同じである。